# Święta Illuminata
Święta Illuminata (zm. ok. 320) – chrześcijańska święta, dziewica. Urodziła się w Todi, we Włoszech. Jej święto przypada na 29 listopada. Być może była czczona w Rawennie. W Todi i Montefalco znajdują się kościoły pod jej wezwaniem.
Co prawda zdaniem niektórych takowa święta mogła nigdy nie istnieć, wzmianka o jej kulcie w Rawennie może być wynikiem omyłki pisarzy kościelnych, a sama św. Illuminata może być pomylona ze świętą Felicissimą albo Firminą. Poza informacją o prawdopodobnej dacie jej śmierci i miejsca życia nic więcej o niej nie wiadomo. Pojawiła się na jednym z obrazów Antoniazzo Romano (wczesnorenesansowego, włoskiego artysty). Jej osoba połączona jest ze św. Felicissimą i św. Firminą tworząc grupę "Świętych dziewic".